# Onimusha (série de televisão)
Onimusha (鬼武者) é uma série de animação original em rede, baseada na franquia de videogame de mesmo nome da Capcom. Produzida pela Sublimation e dirigida por Shinya Sugai, foi lançada em novembro de 2023 na Netflix.

## Sinopse
Ambientado no início do período Edo, uma época em que o Japão estava em transição para a paz e a guerra estava desaparecendo da história, um Musashi envelhecido embarca em uma missão secreta. Armado com a mítica "Manopla Oni", Musashi embarca em uma jornada épica para derrotar os demônios à espreita.

## Personagens
Miyamoto Musashi (宮本武蔵, Miyamoto Musashi)
Dublado por: Akio Otsuka (Japonês); Alain Mesa (Inglês); Luiz Carlos Persy (Português)
Kojiro Sasaki (佐々木小次郎, Sasaki Kojirō)
Dublado por: Toshihiko Seki (Japonês); Greg Chun (Inglês); Duda Ribeiro (Português)
Kensuke Matsui (松井健介, Matsui Kensuke)
Dublado por: Hōchū Ōtsuka (Japonês); Kirk Thornton (Inglês); Renato Rosenberg (Português)
Sahei (佐平, Sahei)
Dublado por: Daiki Yamashita (Japonês); Yuri Lowenthal (Inglês); Renan Takenouchi (Português)
Goro-Maru (五郎丸, Gorōmaru)
Dublado por: Subaru Kimura (Japonês); Christopher Swindle (Inglês); Cláudio Galvan (Português)
Heikuro (平九郎, Heikurō)
Dublado por: Katsuyuki Konishi (Japonês); Matthew Yang King (Inglês); Alexandre Marconato (Português)
Kaizen (カイゼン, Kaizen)
Dublado por: Kazuyuki Okitsu (Japonês); Chris Hackney (Inglês); Nestor Chiesse (Português)
Gensai (玄斎, Gen toki)
Dublado por: Makoto Furukawa (Japonês); Kyle McCarley (Inglês); Flávio Back (Português)
Sayo (小夜, Sayo)
Dublado por: Aya Yamane (Japonês); Sarah Anne Williams (Inglês); Carolina Iecker (Português)
Iemon (伊右衛門, Iemon)
Dublado por: Ryohei Kimura (Japonês); Robbie Daymond (Inglês); Thiago Fagundes (Português)

## Produção e lançamento
A série foi revelada pela primeira vez em setembro de 2022 durante o evento virtual Tudum da Netflix. A direção principal é de Takashi Miike, com Shinya Sugai dirigindo, Sublimation produzindo a animação, Hideyuki Kurata escrevendo os roteiros e Koji Endo compondo a música. A série usou o ator japonês Toshiro Mifune como modelo para o personagem Musashi. A música tema da série é "The Loneliest", do Måneskin. Foi lançada na Netflix em 2 de novembro de 2023.

## Episódios
| N.º | Título                                      | Exibição original     |
| --- | ------------------------------------------- | --------------------- |
| 1 | "Demon" "Demônio (BR)"                      | 2 de novembro de 2023 |
| Musashi prova sua habilidade ao monge chefe de um templo para que ele possa pegar emprestado um item específico em uma caixa de madeira por 33 dias, embora ele seja forçado a ser acompanhado pelo jovem monge Kaizen. Musashi se junta ao seu bando de cinco homens que o acompanham em uma missão do senhor local para derrotar Iemon, que está aterrorizando uma vila. À medida que se aproximam da vila de Iemon, Musashi expõe Matsuke como um traidor e o mata em um duelo. Gensai é então revelado como um Genma, controlado por Iemon e, embora ele tente resistir ao controle de Iemon, ele ataca selvagemente Musashi, que só o derrota usando a manopla Oni da caixa carregada por Kaizen. |                                             |                       |
| 2 | "Mountain Demon" "Demônio da Montanha (BR)" | 2 de novembro de 2023 |
| O grupo chega à vila e a encontra abandonada, exceto por uma jovem garota, Sayo. Não demora muito para que eles sejam atacados pelos aldeões que foram transformados em zumbis por Iemon. O grupo elabora um plano para atrair os zumbis para uma armadilha e depois destruí-los com pólvora. Eles descobrem que os moradores descobriram ouro enquanto mineravam cobre e estanho. Eles contaram ao senhor que queria manter isso em segredo do xogunato, e ele enviou Iemon, que matou todos eles. Sayo jura vingar seus avós e a vila, e Musashi se oferece para ajudar. |                                             |                       |
| 3 | "Nightmare" "Pesadelo (BR)"                 | 2 de novembro de 2023 |
| Enquanto Sayo lidera o grupo montanha acima até a fortaleza de Iemon, eles são atacados por samurais zumbis, mas conseguem derrotá-los com a ajuda dos falcões de Goromaru. Entretanto, Goromaru e um de seus falcões são mortos por uma lança lançada pelos capangas de Genma de Iemon, que agarram Sayo e desafiam Musashi a encontrá-los em um templo no dia seguinte para resgatá-la. |                                             |                       |
| 4 | "Bewitch" "Criaturas Mágicas (BR)"          | 2 de novembro de 2023 |
| O pequeno grupo de Musashi chega ao templo e é recebido pelos genma de Iemon, que se revelam ser os três irmãos Yoshioka que Musashi matou 20 anos antes. Enquanto lutam, Sahei, Kaizen e Heikuro vão salvar Sayo, que está presa dentro de um enorme sino em chamas. Musashi é inicialmente derrotado pelos genmas Yoshioka, mas depois os outros resgatam Sayo com um esforço sobre-humano, especialmente de Kaizen, que sofre queimaduras incríveis. Musashi renova seu ataque com a ajuda da manopla Oni e corta os genmas em pedaços. A manopla absorve suas almas, mas Kaizen impede que Musashi se torne um Oni antes de morrer devido aos ferimentos. |                                             |                       |
| 5 | "Yin Soul" "Alma Yin (BR)"                  | 2 de novembro de 2023 |
| Assim que Musashi derrota os irmãos Yoshioka, ele é confrontado por três mulheres que dizem ser as irmãs Yoshioka. Um flashback mostra como um menino pegou a espada e o nome do samurai Iemon. O grupo enfrenta separadamente seus medos internos e segue em frente com nova determinação. Eles encontram novamente as irmãs Yoshioka, mas Musashi as derrota rapidamente e elas seguem em direção ao castelo de Iemon. |                                             |                       |
| 6 | "Oni" "Oni (BR)"                            | 2 de novembro de 2023 |
| O grupo entra na mina de ouro e encontra uma caverna coberta de ouro e é recebido por Alfred, o servo de Iemon, que os conduz ao castelo subterrâneo, brilhando com ouro. Eles são repentinamente atacados por um centauro e Heikuro se sacrifica para salvar os outros enquanto Musashi acaba com Alfred. Os pais de Sayo aparecem, mas começam a sufocá-la enquanto são controlados por Iemon. Musashi fica em conflito sobre o que fazer, mas ele mata os dois para salvar Sayo. |                                             |                       |
| 7 | "Harbinger" "Líder (BR)"                    | 2 de novembro de 2023 |
| Iemon finalmente se revela e chama um genma, o antigo e famoso espadachim, Sasaki Kojiro, que foi morto por Musashi. Ele ordena que Sasaki corte os braços e as pernas de Musashi, porém, em vez disso, ele corta os membros de Iemon para que ele possa se concentrar em derrotar Musashi sem distrações. Eles se envolvem em uma batalha, com Musashi usando a manopla para ajudá-lo contra Sasaki, que tem vários braços e seus poderes sobre-humanos. |                                             |                       |
| 8 | "Yang Soul" "Alma Yang (BR)"                | 2 de novembro de 2023 |
| A batalha entre Musashi e Sasaki continua, mas eles são distraídos por hordas de genma esqueléticos. Os samurais correm para uma ponte de pedra para continuar a luta, onde Sasaki usa seus poderes místicos para primeiro destruir o genma e depois a ponte que os sustenta. Eles mergulham nas profundezas enquanto ainda lutam com espadas e, mesmo quando chegam ao fundo, Sasaki continua seu ataque. Enquanto isso, Sahei e Sayo encontram o torso sem membros de Iemon, que ainda quer perseguir seu sonho de conquista como um genma. Ele oferece a Sahei um lugar ao seu lado, mas Sahei o envenena. Sayo encontra Musashi e o convence a lutar como humano, e quando ela vai embora, toda a mina desmorona devido à força da batalha. Mais tarde, o monge-chefe do templo descobre que a manopla Oni foi devolvida, mas parece estar mais pesada do que antes. |                                             |                       |